# Аббон (епископ Сента)
Аббон (фр. Abbon; умер в 990) — епископ Сента (около 980—990).

## Биография
О происхождении и ранних годах жизни Аббона в исторических источниках не сообщается. Также не известна и дата его вступления на епископскую кафедру Сента. Это событие приблизительно датируется временем около 980 года. Предыдущим известным из источников главой Сентской епархии был Ало, упоминавшийся в 908 году.
Первое свидетельство об Аббоне как о главе Сентской епархии датировано 1 июня 989 года, когда он участвовал в церковном соборе, созванном в аббатстве Шарру. На этом собрании, прошедшим под председательством архиепископа Бордо Гомбо, впервые был объявлен «Божий мир». Согласно соборным актам, нарушителей этого закона ждало суровое наказание, вплоть до отлучения от церкви.
По свидетельству Адемара Шабанского, Аббон был одним из тех прелатов, которые в 990 году возвели на кафедру Лиможской епархии её нового главу, епископа Гильдуина. Сотоварищами Аббона в проведении церемонии были архиепископ Гомбо Бордоский и епископы Фротерий Перигорский и Гуго Ангулемский.
Точная дата смерти Аббона не известна. Предполагается, что он умер вскоре после интронизации Гильдуина Лиможского, возможно, ещё в том же 990 году. Достоверно установлено только то, что Аббон должен был скончаться не позднее 999 года, когда в документах впервые упоминается о его преемнике Исле.